# IC 1569
IC 1569 ist eine linsenförmige Galaxie vom Hubble-Typ S0 im Sternbild Fische auf der Ekliptik. Sie ist rund 512 Millionen Lichtjahre von der Milchstraße entfernt.
Entdeckt wurde das Objekt am 24. November 1897 von Stéphane Javelle.